# Józef Lewoniewski
Józef Lewoniewski (Saint-Pétersbourg, 20 mars 1899, près de Kazan, 11 septembre 1933) est un aviateur polonais, frère de Sigismund Levanevski.

## Biographie
Né en Russie dans une famille polonaise, il entre d'abord dans l'Armée rouge (1917) puis, vient en Pologne en mai 1919 pour servir dans la cavalerie de l'armée polonaise. Il participe ainsi à la Guerre soviéto-polonaise (1919-1921) et devient lieutenant (1922).
En 1923, il se porte volontaire pour servir dans l'armée de l'air. Il suit alors des cours à l'école d'aviation de Bydgoszcz et en France. Il devient pilote de chasse et est nommé Capitaine.
Sportif, il participe au Challenge International de Tourisme 1930 sur un PWS-51 (en) mais doit abandonner en raison d'une fuite d'huile. Le 15 août 1931, sur un PWS-52 (en), il vole sans faire d'escale autour de la Pologne en 12 heures 35 minutes, couvrant 1 755 km.

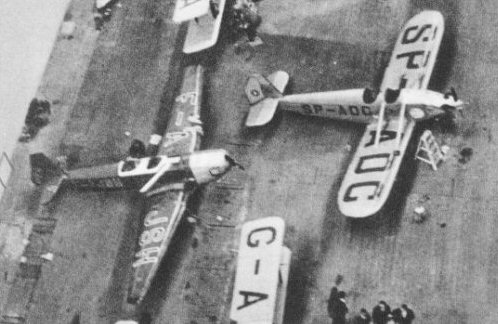
Le PWS-51 de Lewoniewski lors du Challenge 1930

Le 1er septembre 1931, il vole l'aller-retour Varsovie-Thessalonique (2 700 km). En mars 1933, il entre comme pilote d'essai à l'Institut de recherche technique de l'aviation de Varsovie.
Le 11 septembre 1933, il tente avec le Colonel Czesław Filipowicz de battre le record du monde de la distance de vol dans la catégorie avion de tourisme de Varsovie à Krasnoïarsk sur un PZL.19 (en). Après huit heures et demie de vol, l'avion entre dans une zone de turbulences et s'écrase près de Kazan. Lewoniewski est tué sur le coup alors que Filipowicz n'est que légèrement blessé.

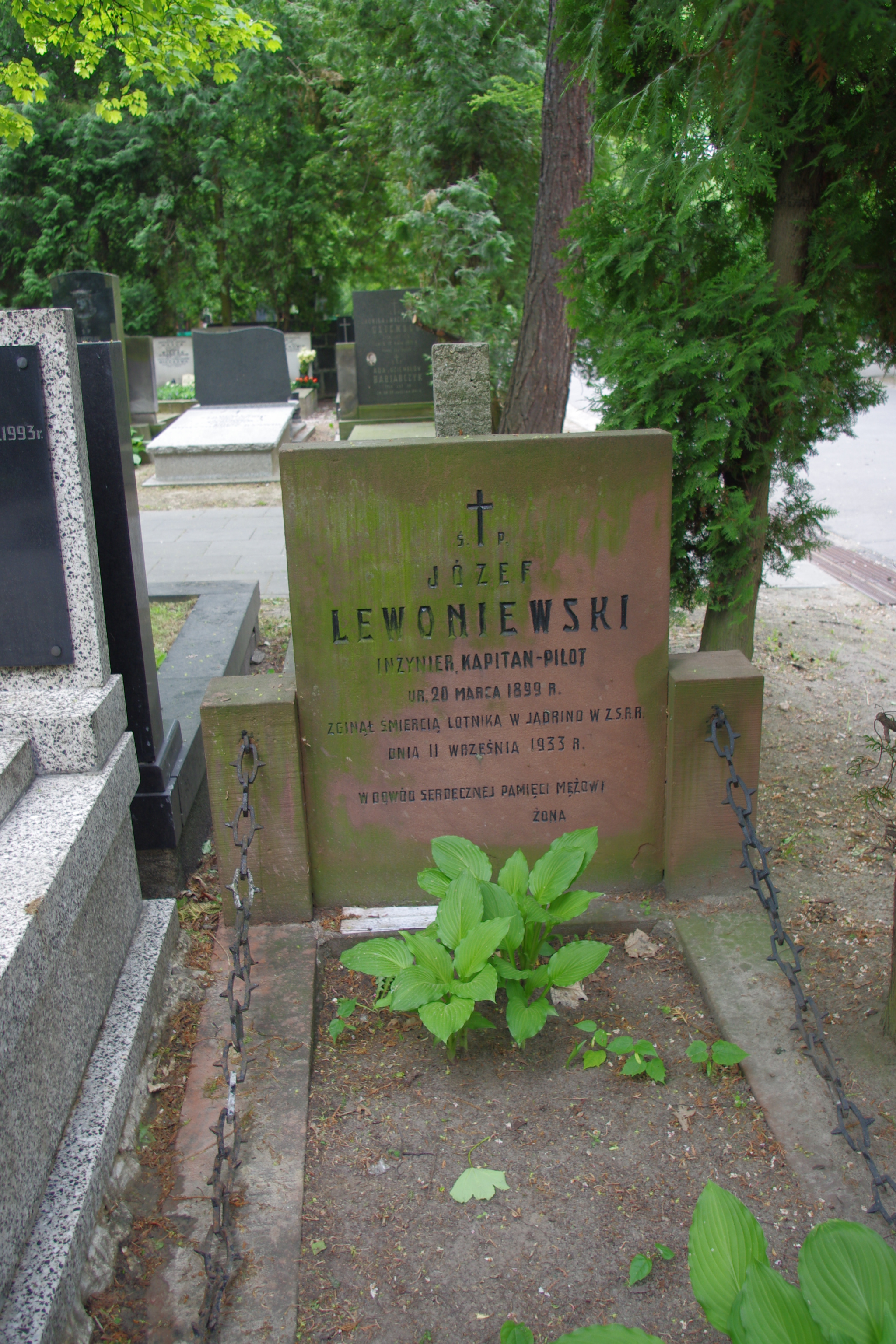
Tombe de Józef Lewoniewski

## Récompenses et distinctions
- Croix d'argent de l'Ordre militaire de Virtuti Militari
- Deux croix de la vaillance (Krzyż Walecznych)
- Croix et Médaille de l'Indépendance